# Gonaxis vosseleri
Gonaxis vosseleri е вид коремоного от семейство Streptaxidae.

## Разпространение
Видът е разпространен в Танзания.